# Tioukian
Le Tioukian (en russe : Тюкян - en Yakoute Түүкээн, Tüükeen) est  une rivière de Russie, affluent gauche du Viliouï (bassin de la Léna), qui coule en Sibérie dans la République de Sakha.

## Géographie
Le Tioukian est long de 747 kilomètres. Son bassin versant a une superficie de 16 300 km2 (surface de taille comparable à celle du Swaziland). Son débit moyen à l'embouchure est de 30 m3/s.
Le Tioukian prend naissance sur le rebord oriental du plateau de Sibérie centrale. Après sa naissance, il adopte la direction du sud-est puis du sud. Le cours de la rivière se déroule alors dans la plaine de Yakoutie centrale, région peu arrosée. Elle coule plus ou moins parallèlement et entre les deux rivières Markha et Tioung, cette dernière située le plus à l'est. Elle finit ainsi par confluer avec le Viliouï en rive gauche.
La rivière est prise par les glaces dès le mois d'octobre. Elle reste gelée jusqu'à la deuxième quinzaine de mai.

Comme la plupart des rivières du Sakha, le bassin versant du Tioukian repose totalement sur un épais manteau de sol gelé en permanence ou pergélisol.

## Affluents
- Le Tchilli (5 290 km2, 349 km) (rive droite)